# Poznaj naszą rodzinkę
Poznaj naszą rodzinkę (ang. Little Fockers, 2010) – amerykańska komedia. Jest to kontynuacja filmów Poznaj mojego tatę i Poznaj moich rodziców.

## Opis fabuły
Kolejny sequel komedii „Poznaj mojego tatę” przedstawia dalsze losy Grega Fockera (Ben Stiller) i jego żony Pam Byrnes (Teri Polo), które odbywają się 6 lat później od poprzedniej części. Po pojawieniu się dwójki dzieci w rodzinie pojawiły się także problemy finansowe, które zmusiły Grega do pracy w firmie farmaceutycznej. Tam jego współpracowniczką zostaje piękna Andi Garcia (Jessica Alba), co bardzo nie podoba się Jackowi (Robert De Niro). Dodatkowo ku niezadowoleniu teściów Greg musi uporać się z pracownikami budowy, którzy odpowiadają za opóźnienia w budowie domu.

## Obsada
- Robert De Niro jako Jack Tiberius Byrnes
- Ben Stiller jako Gaylord „Greg” Myron Focker
- Owen Wilson jako Kevin Rawley
- Blythe Danner jako Dina Byrnes
- Teri Polo jako Pamela „Pam” Martha Focker
- Dustin Hoffman jako Bernard „Bernie” Focker
- Barbra Streisand jako Rosalind „Roz” Focker
- Jessica Alba jako Andi Garcia
- Laura Dern jako Prudence
- Harvey Keitel jako Randy Weir
- Colin Baiocchi jako Henry Focker
- Daisy Tahan jako Samantha Focker